# 洪東煒
洪東煒（1954年—），臺灣無黨籍政治人物，曾任高雄港區土地開發公司總經理、韓國瑜市府的高雄市副市長之一，2018年底就任，分管高雄市政府財政、教育、體育等部門，並於2019年8月16日卸任。國立中山大學公共事務管理研究所博士，擔任國立高雄科技大學會計研究所兼任副教授。洪東煒自民國65年起擔任公職，曾任財政部高雄國稅局副局長、高雄市稅捐稽徵處處長、高雄市政府財政局代理局長、高雄市政府財政局副局長、高雄市政府財政局主任秘書、高雄市政府秘書處專門委員、財政部稅制委員會執行秘書等職。